# Egon Ramms
General Egon Ramms (n. en Westfalia, Alemania, en 1948) es un militar alemán retirado, se destacó por ser un Comandante en Jefe alemán del Comando Conjunto de la Fuerza Aliada en Brunssum, (Países Bajos) desde el año 2007 hasta el año 2010. Como tal, él ordenó a las operaciones militares de la ISAF en Afganistán. Antes de tomar el mando en Brunssum Fue comandante general del Cuerpo Multinacional noreste en Szczecin, Polonia. 

## Carrera
Se unió a la Bundeswehr en 1968. Ocupó numerosos comandos en unidades de mantenimiento y se convirtió en el oficial G4 (logística) de 3 ª División Blindada del Ejército Alemán. En 1982, fue nombrado director G3 (operaciones) de la 6 ª División de Infantería Mecanizada. Más tarde, se desempeñó como oficial de G3 y Jefe de Estado Mayor de la Brigada de Defensa 51. De 1986 a 1988, se ocupó de control de armamentos y el desarme en el Ministerio Federal de Defensa. Durante los siguientes dos años, tomó el mando del Batallón de Mantenimiento 120. Después de su regreso al Ministerio de Defensa en 1990, se ocupó de cuestiones de armamento y la logística durante seis años. De 1992 a 1994, fue miembro de la Oficina del Secretario de Estado en Schönbohm como Director de la Sección de Armamento. En 1996, se hizo cargo del mando de la Brigada Logística 1 hasta 1998 cuando se convirtió en Jefe Adjunto del Estado Mayor de las Fuerzas Armadas de Personal V (Logística, Infraestructura y la Protección del Medio Ambiente) en las Fuerzas Armadas Alemanas. Esto fue seguido por su nombramiento como Director del Estado Mayor de las Fuerzas Armadas, Ministerio de Defensa, a partir de 2000. En 2004, asumió el mando de la multinacional noreste Corps. En 2007, tomó posesión de su cargo como Comandante Aliado último Brunssum Comando Conjunto de la Fuerza, supervisando todas las operaciones aliadas en Afganistán hasta su jubilación en 2010.
Bien conocido por su espíritu de lucha y su discurso franco, abierto, Ramms se debe a su responsabilidad por sus soldados sobre el terreno. También se considera como asesor principal de todos los países que aportan contingentes.